# Jefferson Bernárdez
Jefferson Jair Bernárdez Bennett (La Ceiba, 27 marzo 1987) è un calciatore honduregno, attaccante del Parrillas One.

## Carriera

### Club
Inizia la sua carriera calcistica nel Motagua. Segna il suo primo gol con le Aguilas l'11 febbraio 2007, contro il Pumas UNAH.
Gioca il resto della sua carriera in club guatemaltechi.

### Nazionale
Gioca le Olimpiadi di Pechino 2008, dove scende in campo due volte.
Nello stesso anno, il 22 maggio, esordisce con la nazionale honduregna, contro il Belize.